# حيمرون ليندني
حيمرون ليندني (الاسم العلمي:Erythrochiton lindenii) هو نوع غير مؤكد من النباتات يتبع جنس الحيمرون من الفصيلة السذابية.